# 100 величайших британцев

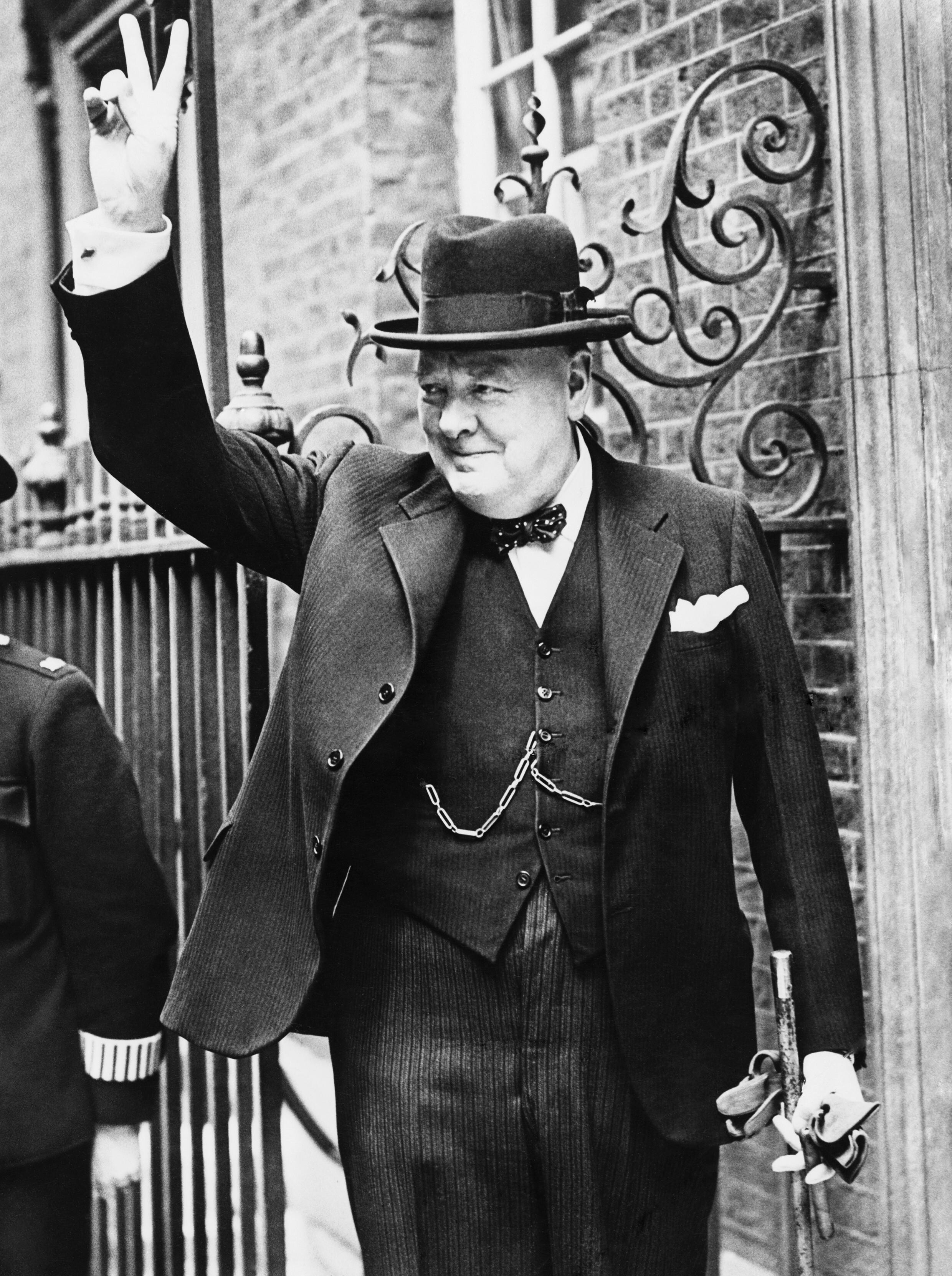
Уинстон Черчилль показывает знаменитый знак V

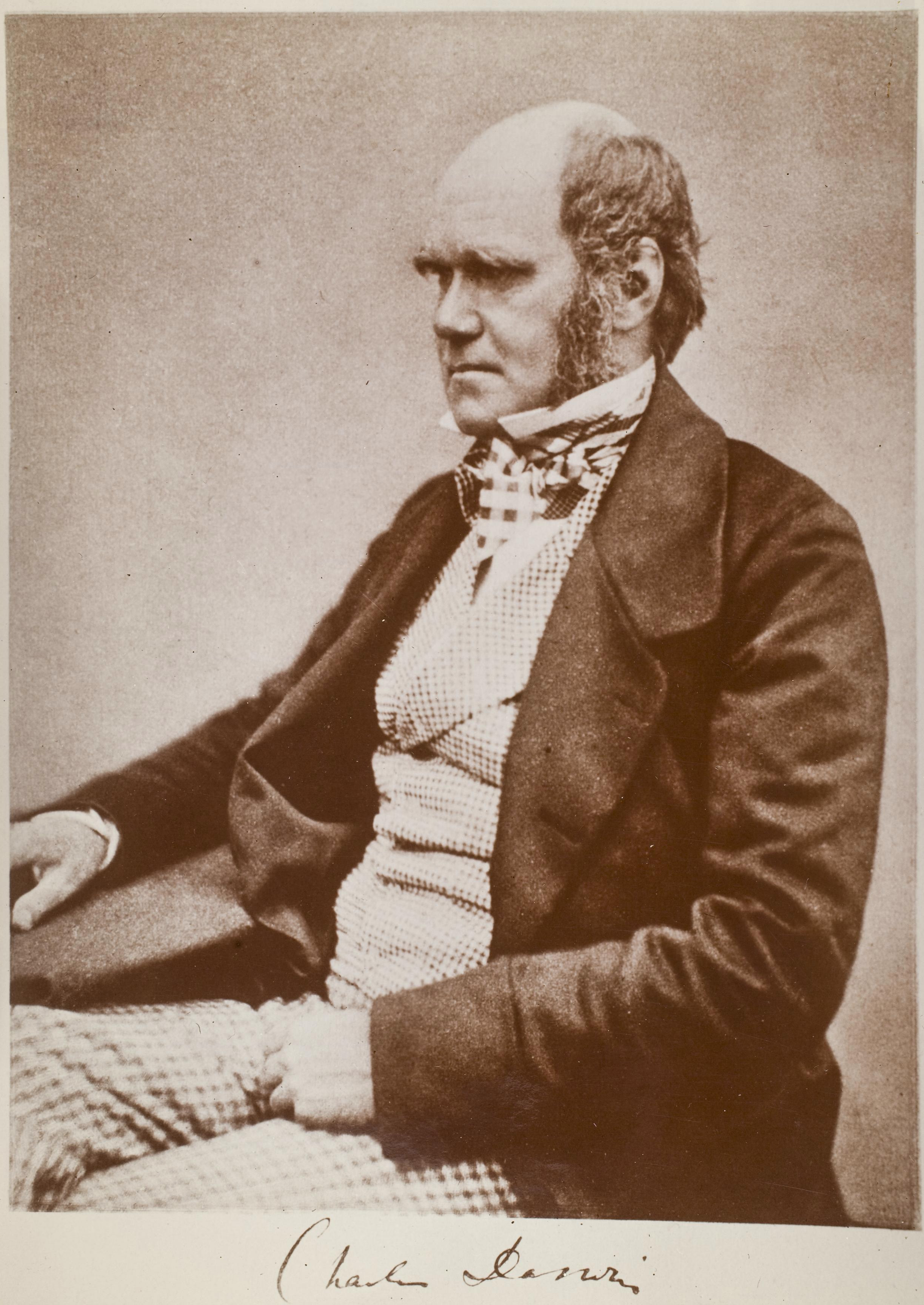
Чарльз Дарвин

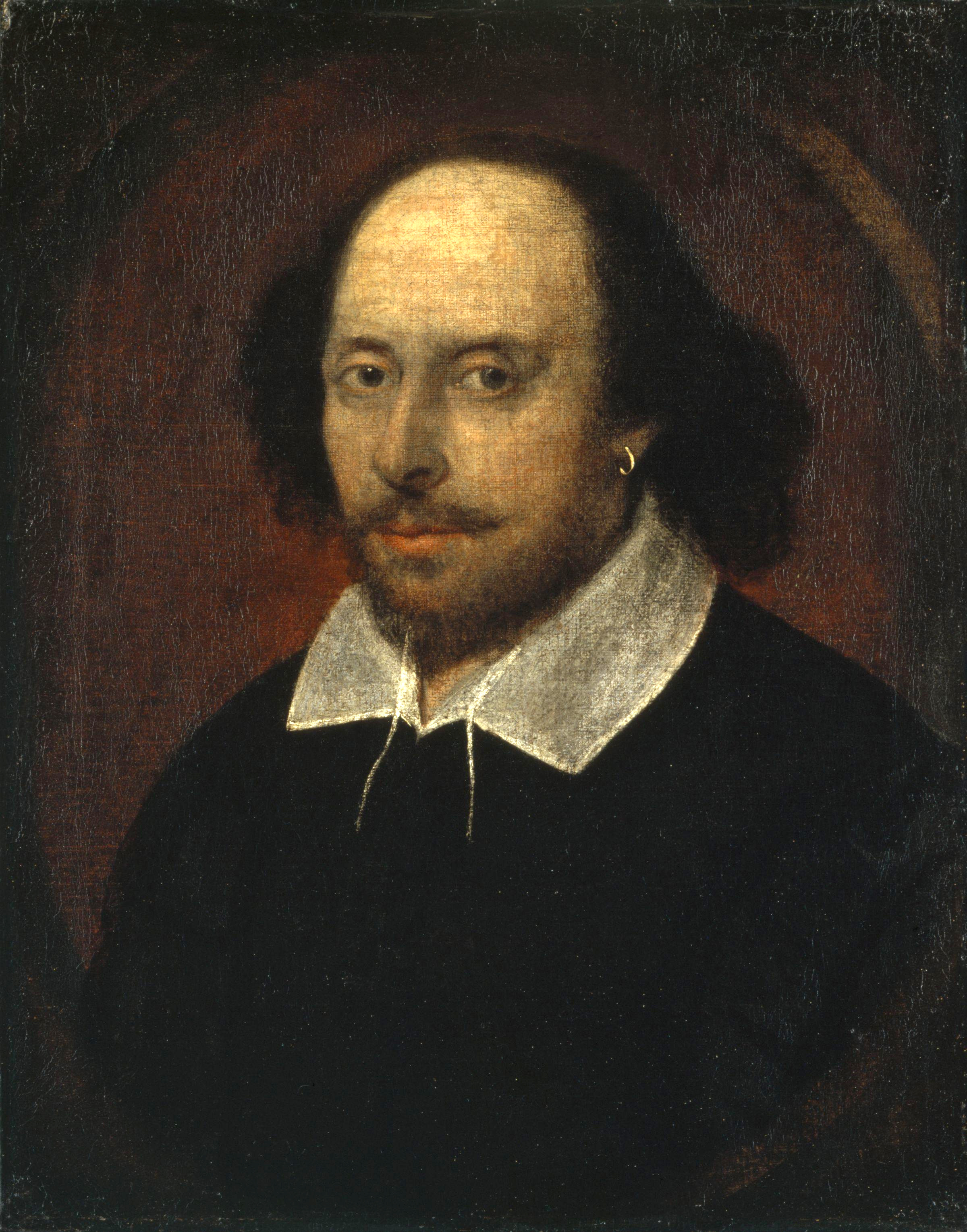
Уильям Шекспир

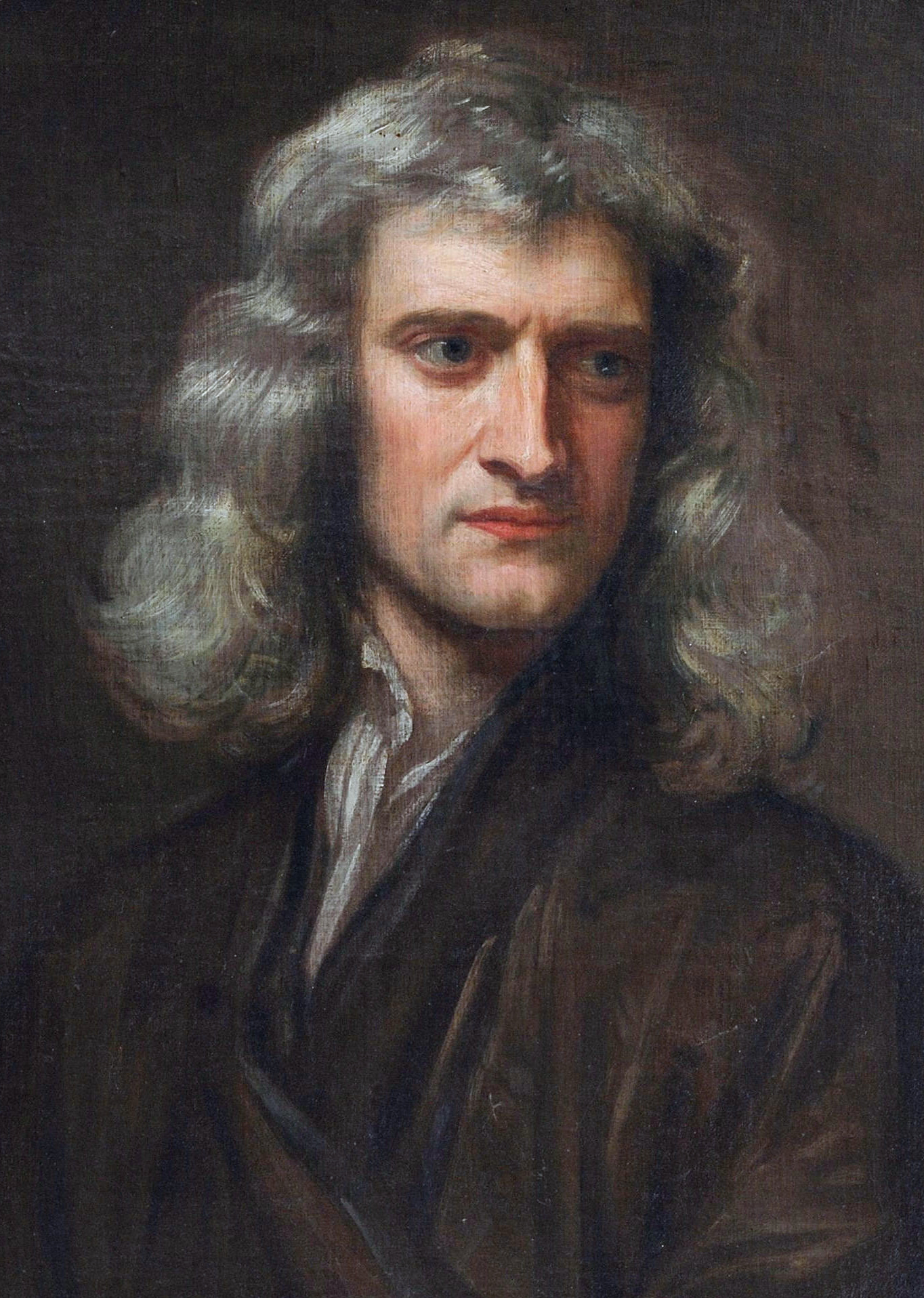
«Математические начала» Исаака Ньютона заложили основы механики, физики и астрономии

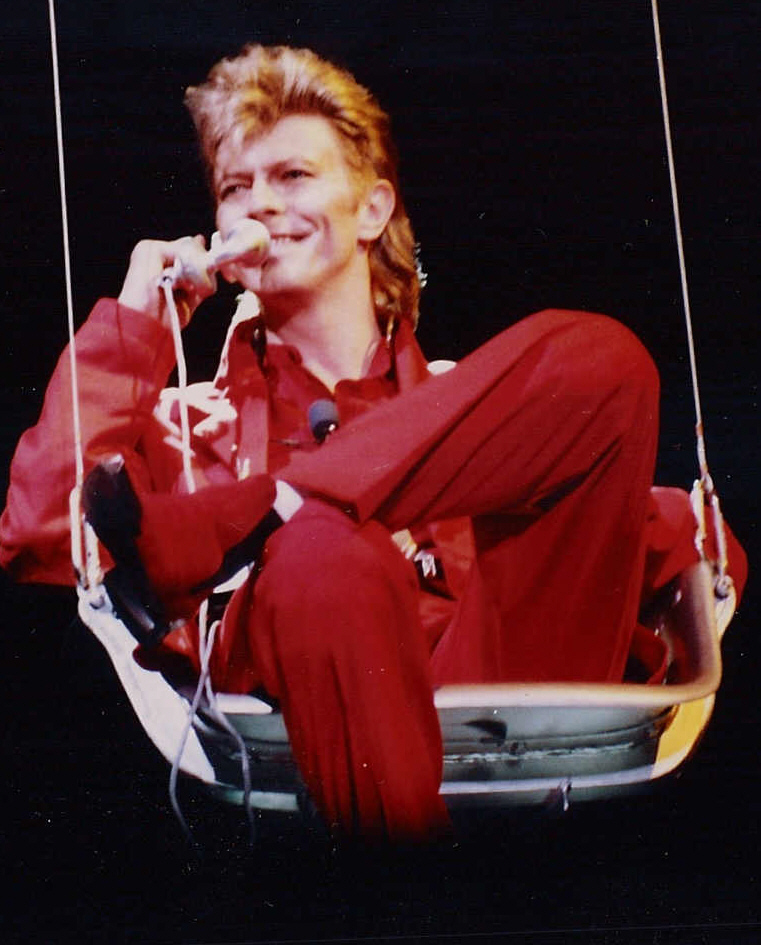
Дэвид Боуи на концерте

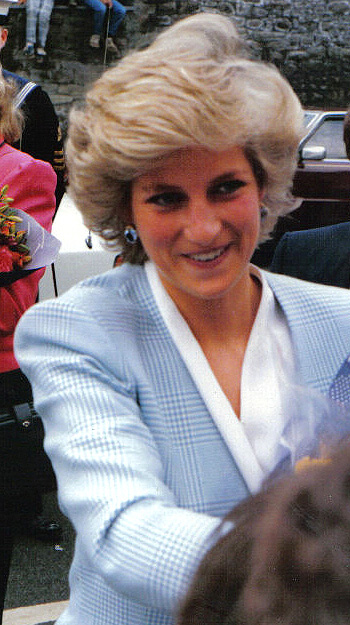
Принцесса Диана и поныне остаётся одной из самых популярных персон Британии.

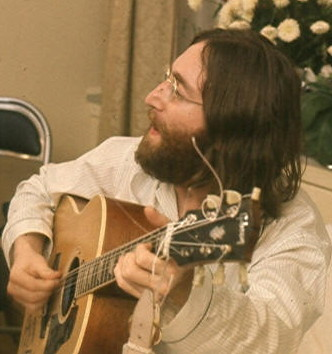
Джон Леннон исполняет песню Give Peace a Chance.

«100 величайших британцев» (англ. 100 Greatest Britons) — британская теле- и радиопрограмма, вышедшая в 2002 году на телеканале и радиостанции «Би-би-си», посвящённая выбору ста величайших личностей в истории Великобритании. В рамках программы проводилось специальное голосование среди жителей Великобритании, чтобы выбрать сто самых известных британцев и после дебатов выбрать величайшего представителя королевства. Цикл передач включал программы, посвящённые конкретным персонам, вошедшим в первую десятку списка величайших британцев, со зрителями, имеющими дополнительные возможности для голосования после каждой программы. После опроса состоялись дебаты, по которым и был составлен итоговый рейтинг британцев.
В итоговую первую десятку рейтинга не вошёл ни один британец, бывший живым на момент проведения опроса. Наивысшую позицию из на тот момент живущих заняла Маргарет Тэтчер, которую поместили на 16 строчку. Величайшим британцем был признан сэр Уинстон Черчилль, премьер-министр Великобритании с 1940 по 1945 и с 1951 по 1955 годы. Верхние 19 строчек заняли люди английского происхождения (хотя сэр Эрнест Шеклтон и Артур Уэлсли, первый герцог Веллингтон, оба родились в англо-ирландских семьях на территории, в настоящее время относящейся к Ирландской Республике). Шотландским кандидатом с самым высоким рейтингом стал Александр Флеминг, занявший 20-е место; из валлийцев выше всех поднялся Оуайн Глиндур, достигнув 23-й строчки. Деятельность шестидесяти британцев, оказавшихся в списке, пришлась на XX век. Ринго Старр стал единственным участником "The Beatles", который не попал в список.
Помимо всего прочего, в итоговый список ста британцев вошли следующие личности: Гай Фокс, казнённый за попытку взорвать парламент Англии; Оливер Кромвель, создавший республиканскую Англию; король Ричард III, подозреваемый в убийстве своих племянников; Джеймс Коннолли, ирландский националист и социалист, который был казнён по приказу короны в 1916 году, а в рейтинге занял 64-е место; создатель популярного ситкома Some Mothers Do 'Ave 'Em Майкл Кроуфорд. Также в список вошли некоторые известные небританские персоны, в том числе два ирландских подданных, музыканты-филантропы Боно и Боб Гелдоф. Кроме того, многие кандидаты представляли эпохи, когда ещё не существовал культ британственности.

## Итоговый рейтинг
Из-за особенностей опроса, созданного с целью выбрать и оценить наиболее великих британцев, результаты не претендуют на объективность. Люди, отмеченные символом (*), также появились в списке «100 худших британцев», составленным телеканалом Channel 4.
1. Уинстон Черчилль, (1874—1965), премьер-министр (1940—1945, 1951—1955).
2. Изамбард Кингдом Брюнель, (1806—1859), английский инженер, создатель Большой Западной железной дороги, инженер-строитель. Как кораблестроитель, построил много известнейших судов.
3. Принцесса Диана (1961—1997), первая жена Чарльза, принца Уэльского,(1981—1996) и мать принцев Уильяма и Гарри.
4. Чарльз Дарвин (1809—1882), натуралист, автор теории эволюции путём естественного отбора и автор труда «Происхождение видов».
5. Уильям Шекспир (1564—1616), английский поэт и драматург.
6. Исаак Ньютон (1643—1727), физик, математик, астроном, естествоиспытатель и алхимик.
7. Елизавета I (1533—1603), монарх (правила 1558—1603).
8. Джон Леннон (1940—1980), музыкант, участник группы The Beatles, филантроп, активист движения за мир, художник.
9. Горацио Нельсон (1758—1805), английский флотоводец, вице-адмирал.
10. Оливер Кромвель (1599—1658), лорд-протектор.
11. Эрнест Шеклтон (1874—1922), исследователь Антарктики.
12. Джеймс Кук (1728—1779), английский исследователь, мореплаватель.
13. Роберт Баден-Пауэлл (1857—1941), британский военачальник, основатель скаутского движения.
14. Альфред Великий (849?—899), первый из королей Уэссекса, использовавший в официальных документах титул «король Англии» (правил 871—899).
15. Артур Уэлсли (1769—1852), английский полководец и государственный деятель, английский фельдмаршал, премьер-министр (1828—1830 и 1834).
16. Маргарет Тэтчер (*3) (1925—2013), премьер-министр (1979—1990).
17. Майкл Кроуфорд (родился в 1942), английский актёр и певец.
18. Виктория (1819—1901), монарх (правила 1837—1901).
19. Пол Маккартни (родился в 1942), музыкант, участник группы The Beatles, филантроп, активист.
20. Александр Флеминг (1881—1955), шотландский бактериолог и фармаколог, открывший пенициллин.
21. Алан Тьюринг (1912—1954), английский математик, логик, криптограф, пионер компьютеризации.
22. Майкл Фарадей (1791—1867), физик, химик и физико-химик, основоположник учения об электромагнитном поле, член Лондонского королевского общества (1824).
23. Оуайн Глиндур (1359—1416), принц Уэльский.
24. Елизавета II (*10) (1926—2022), монарх (1952—2022)
25. Стивен Хокинг (1942—2018), физик-теоретик.
26. Уильям Тиндейл (1494—1536), английский учёный-гуманист, протестантский реформатор и переводчик Библии.
27. Эммелин Панкхёрст (1858—1928), лидер движения суфражисток.
28. Уильям Уилберфорс (1759—1833), британский политик и филантроп, лидер парламентского аболиционизма.
29. Дэвид Боуи (1947—2016), музыкант и актёр.
30. Гай Фокс (1570—1606), английский революционер, участник "Порохового заговора".
31. Леонард Чешир[англ.] (1917—1992), авиатор и филантроп.
32. Эрик Моркам (1926—1984), комедийный артист
33. Дэвид Бекхэм (*91) (родился в 1975), английский футболист.
34. Томас Пейн (1737—1809), английский политик, философ, прозванный «крёстным отцом США».
35. Боудикка (умерла в 61 году н. э.), лидер кельтского сопротивления во времена Римской империи.
36. Стив Регрейв (родился в 1962 году), британский гребец, пятикратный олимпийский чемпион (рекорд среди британских спортсменов по состоянию на 2002 год)
37. Томас Мор (1478—1535), английский юрист, политик, мыслитель, писатель. Святой Католической церкви.
38. Уильям Блейк (1757—1827), английский поэт и художник, мистик и визионер.
39. Джон Гаррисон (1693—1776), английский изобретатель, часовщик-самоучка.
40. Генрих VIII (1491—1547), монарх (правил 1509—1547)
41. Чарльз Диккенс (1812—1870), английский писатель, гуманист, классик мировой литературы.
42. Фрэнк Уиттл (1907—1996), английский инженер-конструктор. Отец турбореактивного авиационного двигателя.
43. Джон Пил (1939—2004), британский радиоведущий и диск-жокей.
44. Джон Лоугли Бэрд (1888—1946), шотландский инженер, получивший известность за создание первой механической телевизионной системы.
45. Эньюрин Бивен (1897—1960), политик-лейборист валлийского происхождения, один из лидеров левого крыла лейбористов, создатель Национальной системы здравоохранения Великобритании.
46. Бой Джордж (родился в 1961), английский музыкант, участник группы "Culture Club".
47. Дуглас Бэдер (1910—1982), авиатор и филантроп.
48. Уильям Уоллес (c.1270—1305), шотландский рыцарь и военачальник, предводитель шотландцев в войне за независимость от Англии.
49. Фрэнсис Дрейк (c.1540—1596), английский мореплаватель, корсар, вице-адмирал (1588), баронет времён Елизаветы I.
50. Джон Уэсли (1703—1791), английский протестантский проповедник, один из основателей в 1738 году  (вместе с Джорджем Уайтфилдом) методизма.
51. Король Артур, легендарный кельтский монарх.
52. Флоренс Найтингейл (1820—1910), сестра милосердия и общественный деятель Великобритании.
53. Томас Эдвард Лоуренс (Лоуренс Аравийский) (1888—1935), британский офицер и писатель, сыгравший большую роль в Великом арабском восстании 1916—1918 годов.
54. Роберт Скотт (1868—1912), один из первооткрывателей Южного полюса в 1912 году.
55. Джон Энох Пауэлл (1912—1998), политик.
56. Клифф Ричард (*29) (родился в 1940), музыкант.
57. Александр Грэм Белл (1847—1922), американский учёный, изобретатель и бизнесмен шотландского происхождения, один из основоположников телефонии.
58. Фредди Меркьюри (1946—1991), музыкант, вокалист группы "Queen".
59. Джули Эндрюс (родилась в 1935), английская актриса, певица и писательница.
60. Эдуард Элгар (1857—1934), английский композитор.
61. Королева Елизавета — королева-мать (1900—2002), супруга короля Георга VI и королева-консорт Соединённого Королевства в 1936—1952.
62. Джордж Харрисон (1943—2001), музыкант, участник группы "The Beatles".
63. Дэвид Аттенборо (родился в 1926), натуралист, журналист и телеведущий.
64. Джеймс Коннолли (1868—1916), ирландский националист и социалист, лидер ирландского восстания 1916 года.
65. Джордж Стефенсон (1781—1848), английский изобретатель, инженер-механик. Всемирную известность приобрёл благодаря изобретённому им паровозу.
66. Чарли Чаплин (1889—1977), английский комик и режиссёр.
67. Тони Блэр (*1) (родился в 1953), премьер-министр (1997—2007).
68. Уильям Кекстон (ок. 1422—1491), английский первопечатник. В 1470-е годы основал первую типографию в Лондоне.
69. Бобби Мур (1941—1993), футболист и капитан сборной Англии, выигравшей Финал чемпионата мира по футболу 1966.
70. Джейн Остин (1775—1817), английская писательница, провозвестница реализма в британской литературе, основоположница семейного, «дамского романа».
71. Уильям Бут (1829—1912), британский проповедник, основатель Армии спасения и её первый генерал.
72. Генрих V (1387—1422), монарх (правил 1413—1422).
73. Алистер Кроули (1875—1947), оккультист, основатель учения телемы, автор множества оккультных произведений, в том числе «Книги закона».
74. Роберт I (1274—1329), шотландский монарх, организатор обороны страны в начальный период войны за независимость против Англии.
75. Боб Гелдоф (родился в 1951), ирландский музыкант, филантроп.
76. Неизвестный солдат — солдат Первой мировой войны, останки которого захоронены в Вестминстерском аббатстве в 1920 году.
77. Робби Уильямс (*17) (родился в 1974), музыкант и бывший член группы "Take That".
78. Эдвард Дженнер (1749—1823), английский врач, пионер вакцинации, разработал первую вакцину — против оспы.
79. Дэвид Ллойд Джордж (1863—1945), премьер-министр (1916—1922).
80. Чарльз Бэббидж (1791—1871), математик, пионер компьютеризации, изобретатель первой вычислительной машины.
81. Джефри Чосер (1340/1345—1400), поэт, «отец английской поэзии», один из создателей английской литературы.
82. Ричард III (1452—1485), монарх (правил 1483—1485).
83. Джоан Роулинг (родилась в 1965 году), автор серии романов о Гарри Поттере.
84. Джеймс Уатт (1736—1819), шотландский инженер, изобретатель-механик. Изобретение им парового двигателя положило начало промышленной революции.
85. Ричард Брэнсон (*86) (родился в 1950), бизнесмен и путешественник.
86. Боно (родился в 1960), ирландский музыкант, вокалист рок-группы U2, филантроп.
87. Джон Лайдон (Джонни Роттен) (родился в 1956), английский музыкант, вокалист группы Sex Pistols.
88. Бернард Лоу Монтгомери (1887—1976), британский фельдмаршал (1944), военачальник Второй мировой войны.
89. Дональд Малкольм Кэмпбелл (1921—1967), спортсмен, установил мировой рекорд по скорости на воде.
90. Генрих II Плантагенет (1133—1189), монарх (правил 1154—1189).
91. Джеймс Клерк Максвелл (1831—1879), шотландский физик.
92. Джон Рональд Руэл Толкин (1892—1973), создатель романа «Властелин колец».
93. Уолтер Рэли (1552—1618), английский придворный, государственный деятель, авантюрист и поэт.
94. Эдуард I (1239—1307), монарх (правил 1272—1307).
95. Уоллес Барнс (1887—1979), английский учёный, инженер и изобретатель. Получил известность как создатель специализированных авиационных бомб — "прыгающей бомбы".
96. Ричард Бёртон (1925—1984), валлийский актёр[1]
97. Тони Бенн (1925—2014), английский политик.
98. Давид Ливингстон (1813—1873), шотландский миссионер, исследователь Африки.
99. Тим Бернерс-Ли (родился в 1955), учёный, изобретатель URI, URL, HTTP, HTML и Всемирной паутины (совместно с Робертом Кайо), действующий глава Консорциума Всемирной паутины.
100. Мэри Стоупс (1880—1958), пионер идеи контрацепции.

Передача «100 худших британцев» появилась на телеканале "Channel 4" как ответ на шоу «100 величайших британцев» вследствие сильно поляризованных мнений о работе, жизни или наследии попавших в рейтинг личностей — в частности, это касается Маргарет Тэтчер, Тони Блэра и предыдущего монарха, Елизаветы II. "Channel 4" отказался принимать голоса за мёртвых кандидатов, так как это шоу имело значительно менее серьёзный характер и вёл его комик Джимми Карр.